# Ключарьов Ігор Володимирович
Ігор Володимирович Ключарьов (24 серпня 1911, Київ, Російська імперія — 18 грудня 1996, Київ, Україна) — радянський і український звукооператор, диригент, композитор, музичний редактор. Нагороджений медалями, значком «Відмінник кінематографії СРСР».

## Біографія
Народився в родині службовця. Закінчив Київське музичне училище (1940) по класу диригента-хормейстера. Був організатором джаз-оркестрами при Будинках культури друкарів (1935), заводу «Більшовик» (1937-1939). Керував «Мелоджазом», що виступав у дансінгу при Будинках культури «Харчовик». 
У 1938—1941 очолював чоловічий вокальний квартет (джаз-гол) при Київській державній естраді та Українському радіо.
Учасник Німкцько-радянської війни. 
У подальшому працював на Київській кіностудії ім. О. П. Довженка (у 1944—1974 рр. — музичний редактор) і на «Укркінохроніці».
Здійснив музичне оформлення до 350 хронікально-документальних стрічок, був редактором близько 200 художніх фільмів.
Був членом Спілки кінематографістів України.

## Фільмографія
Музичний редактор:
- «Лісова пісня» (1961)
- «Здрастуй, Гнате» (1962)
- «Наймичка» (1963)
- «Гадюка» (1965) та ін.

Автор музики до кінокартин:
- «Скарби палаючих скель» (1960)
- «Дві смерті» (1967, т/ф)
- «З нудьги» (1967)
- «У тридев'ятому царстві...» (1970)
- «Народжена революцією» (1977, у співавт.)
- «Раптовий викид» (1983) тощо.